# Paraploactis taprobanensis
Paraploactis taprobanensis är en fiskart som först beskrevs av Whitley, 1933.  Paraploactis taprobanensis ingår i släktet Paraploactis och familjen Aploactinidae. Inga underarter finns listade i Catalogue of Life.